# Кузюріна Єлизавета Володимирівна
Єлизавета Володимирівна Кузюріна (нар. 22 лютого 1915 — пом. 12 січня 2009) — радянська акторка театру і кіно.

## Біографія
Єлизавета Кузюріна народилася 22 лютого 1915 року в Москві в родині зубного лікаря. У 1923 році батьки розійшлися, і дівчинка залишилася з мамою. У 1929 році закінчила школу-семирічку, в 1932 році отримала середню технічну освіту за спеціальністю «слюсар-інструментальник», у 1932-1933 роках працювала контролером-автоматником на Другому московському годинниковому заводі, навчалася на курсах медсестер.
У 1935 році вступила на акторські курси при кіностудії «Міжрабпомфільм», але після перетворення на студію «Союздитфільм» у наступному році перевелася до акторської школи при студії «Мосфільм», яку і закінчила в 1939 році або 1940 році. Після цього була зарахована в штат «Мосфільму». Восени 1941 року у зв'язку з початком німецько-радянської війни разом з «Мосфільмом» була евакуйована в Алма-Ату, а в 1943 році повернулася назад. У 1944 році або 1945 році прийнята в Театр-студію кіноактора (нині — Державний театр кіноактора).
З 1957 по 1983 рік працювала на Кіностудії імені М. Горького.
Останні роки прожила на дачі в Підмосков'ї, опікувана онуками. Померла на 94-му році життя 12 січня 2009 року там же, похована на Котляковському цвинтарі у Москві.

### Особисте життя
Єлизавета Кузюріна була одружена тричі:
- 1939—1940. І. Е. Марон — головний інженер заводу «Зоркий». Загинув на Фінській війні.
- ?—? Юрій Домогаров — актор. Шлюб тривав недовго.
- 1949(?) -1970. Олександр Дмитрович Андрєєв — письменник, сценарист. Смерть чоловіка.
  - Син Ігор, нар. у 1960-х, пом. у 1980-х.
    - Два або більше онуків.

## Фільмографія
1. 1939: «Мінін і Пожарський» — Парасковія Варфоломіївна, дружина князя Пожарського
2. 1941: «На шляхах» (к/м) — Маша
3. 1941: «Суворов» — баба з діточками (у титрах не вказана)
4. 1941: «Бойова кінозбірка № 3» (у новелі «Антоша Рибкін») — Варя
5. 1941: «Бойова кінозбірка № 4» (у новелі «Патріотка») — дівчина шофер Любов Орлова та  Григорій Александров з акторками Марина Гаврилко та Єлизаветою Кузюріною. У центрі - льотчик Віктор Талалихін. На зйомках « Бойової кінозбірки № 4» 
 у серпні 1941 року

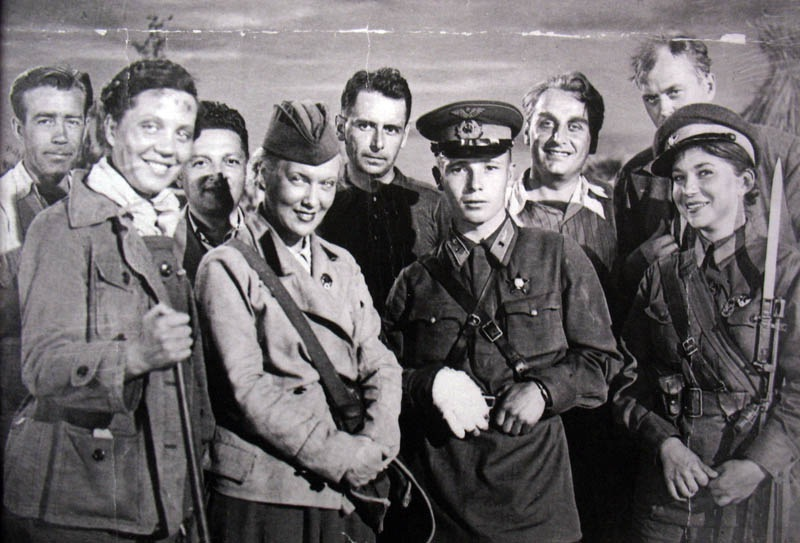
Любов Орлова та Григорій Александров з акторками Марина Гаврилко та Єлизаветою Кузюріною. У центрі - льотчик Віктор Талалихін. На зйомках « Бойової кінозбірки № 4»
у серпні 1941 року

6. 1941: «Бойова кінозбірка № 6» (у новелі «Бенкет у Жирмунці») — вихователька в дитячому садку
7. 1941: «Діло Артамонових» — гостя на весіллі (у титрах не вказана)
8. 1942: «Антоша Рибкін» — епізод
9. 1942: «Котовський» — дружина Френзовеску / дівчина в ресторані
10. 1943: «Повітряний візник» — прихильниця Светловидова, дівчина в окулярах (у титрах не вказана)
11. 1943: «Вона захищає Батьківщину» — військлікар
12. 1945: «Рідні поля» — Манефа
13. 1950: «Кубанські козаки» — колгоспниця (у титрах не вказана)
14. 1950: «Сміливі люди» — молочниця (у титрах не вказана)
15. 1951: «Кавалер Золотої Зірки» — колгоспниця (у титрах не вказана)
16. 1952: «Сільський лікар» — гостя на весіллі (у титрах не вказана)
17. 1956: «Є такий хлопець» — Надія Павлівна
18. 1956: «Круті Гірки» — Кришкіна
19. 1956: «Перші радощі» — сваха (у титрах не вказана)
20. 1957: «Берези в степу» — Настасья
21. 1958: «Зоряний хлопчик» — дружина Дроворуба
22. 1958: «На графських руїнах» — сусідка Бабушкіних, господиня курей
23. 1958: «Стукай в будь-які двері» — мати Олексія
24. 1959: «Життя пройшло повз» — Мотря Прохорівна
25. 1959: «Вірні серця»
26. 1961: «Стрибок на зорі» — Єлизавета Дмитрівна, мати Агєєва
27. 1961: «Євдокія» — епізод (у титрах не вказана)
28. 1963: «Вступ» — пасажирка в поїзді (у титрах не вказана)
29. 1964: «Голова» — Мотя Постникова
30. 1965: «Самотність» — Парасковія Сторожева
31. 1966: «Мандрівник з багажем» — сусідка
32. 1968: «Служили два товариші» — дама в готелі (у титрах не вказана)
33. 1966: «Щовечора об одинадцятій» — начальниця машинописного бюро (у титрах не вказана)
34. 1970: «Варвара-краса, довга коса» — мамка
35. 1970: «Нічний дзвінок» — сусідка
36. 1970: «Троє» — дружина купця
37. 1970: «Переступи поріг» — мати одного з десятикласників
38. 1972: «Сьоме небо» — екскурсантка (у титрах не вказана)
39. 1973: «Сибірячка» — жінка в поїзді
40. 1973: «Шукаю людину» — сусідка Алли
41. 1974: «Ні слова про футбол» — директор школи
42. 1975: «Фронт без флангів» — біженка (у титрах не вказана)
43. 1975: «Наречена з півночі» — чергова в готелі
44. 1976: «Коли настає вересень» — сусідка на балконі
45. 1977: «Тимур і його команда» — епізод
46. 1978: «І це все про нього» — Василина Дмитрівна, офіціантка
47. 1978: «І знову Аніскін» — Василиса, сільська мешканка
48. 1978: «Остання двійка» — тітка Маша
49. 1979: «Коник» — Муся
50. 1979: «Поема про крила» — домуправ
51. 1980: «Місто прийняв» — сусідка, свідок квартирного пограбування
52. 1980: «З коханими не розлучайтесь» — епізод (у титрах не вказана)
53. 1980: «Петровка, 38» — співмешканка Прохора
54. 1980: «Політ з космонавтом» — доярка
55. 1982: «На чужому святі» — тітка Ліза

Після завершення кінокар'єри
1. 1985: «Кін-дза-дза!» — шансонетка у фільмі «Котовський» (1942) в телевізорі в квартирі Машкова

### Озвучення
1. 1958: «Не та, так ця» — Сенем (роль Б. Шакінської)
2. 1960: «Ехо» — господарка (роль М. Клетнієце)
3. 1973: «Колокольчик» (к/м) — дружина Мамеда (роль С. Меджідової)